# Buchenberg (Gemeinde Wies)
Buchenberg ist eine Ortschaft in der Gemeinde Wies im Bezirk Deutschlandsberg, Steiermark.
Die Ortschaft westlich von Wies befindet sich im Tal der Weißen Sulm. Am 1. Jänner 2024 zählte die Ortschaft 86 Einwohner.
Die zugehörige Katastralgemeinde trägt den Namen Buchenberg-Burgstall.